# BKK EWE
Die BKK EWE, satzungsgemäß Betriebskrankenkasse EWE, ist eine betriebsbezogene Betriebskrankenkasse mit Sitz in Oldenburg. Der Beitritt ist nur Mitarbeitern des EWE-Konzerns möglich. Die BKK EWE wurde am 1. Januar 1996 errichtet und ist als Träger der gesetzlichen Krankenversicherung eine Körperschaft des öffentlichen Rechts mit Selbstverwaltung.